# Mamelodi Sundowns Football Club
El Mamelodi Sundowns es un club de fútbol de la ciudad de Pretoria en Sudáfrica. Fue fundado en 1970, juega en la Liga Premier de Sudáfrica disputando sus partidos como local en el Estadio Loftus Versfeld.
Desde el año 2003, el Mamelodi Sundowns es propiedad del magnate de la minería Patrice Motsepe. Su mayor goleada fue de 24-0 al Powerlines en 2012.
El 23 de octubre de 2016 consigue el mayor hito de su historia al coronarse campeón de la Liga de Campeones de la CAF venciendo al Zamalek egipcio con un marcador de 3-1 global, siendo el segundo equipo sudafricano en conseguirlo. Esto le da el derecho a disputar la Copa Mundial de Clubes de la FIFA de 2016 por primera vez en su historia.

## Historia

### Primeros años (1970-1973)
El Mamelodi Sundowns Football Club se originó en Marabastad, una zona cosmopolita al noroeste del centro de Pretoria. El club se formó originalmente en la década de 1960 por un grupo de jóvenes, entre ellos se encontraban Reginald Hartze, Joey Lawrence y Bernard Hartze, y se convirtió en un club de fútbol oficial en 1970. El club fue afiliado a la Federación de Fútbol Profesional de la Liga en 1973 y ese mismo año llegó a la final de la Copa Coca-Cola en el que jugó contra Berea United y perdió 5-3.

### Crisis institucional (1978-1988)
En 1978, la Federation Professional Soccer League fue reemplazada por la National Professional Soccer League. Esto significó el final de la Federation Professional Soccer League y el descenso posterior del Sundowns a la Segunda división. El club necesitó cinco años para ganar la promoción y durante ese período vivió sus peores años financieros. Boy Mafa al final compró la franquicia por 10 000 rands en una operación facilitada por el entonces abogado, Dikgang Moseneke, y el club tuvo que trasladarse a Mamelodi a principios de 1980.
En 1984 el fútbol sudafricano fue el primer deporte en convertirse en no-racial y la National Soccer League (NSL) se formó con la incorporación de los mejores clubes del país. El Mamelodi Sundowns ganó el ascenso a la NSL en 1985, pero en su primera temporada en la máxima categoría se encontraron muchas dificultades hasta que Zola Mahobe se hizo cargo de la presidencia y nombró a Ben Segale como entrenador. En 1988, la propiedad del club cayó en manos de Standard Bank, que embargó el club a Zola Mahobe. El Grupo Twin Pharmaceutical, propiedad de los hermanos Krok, compró el club a Standard Bank.

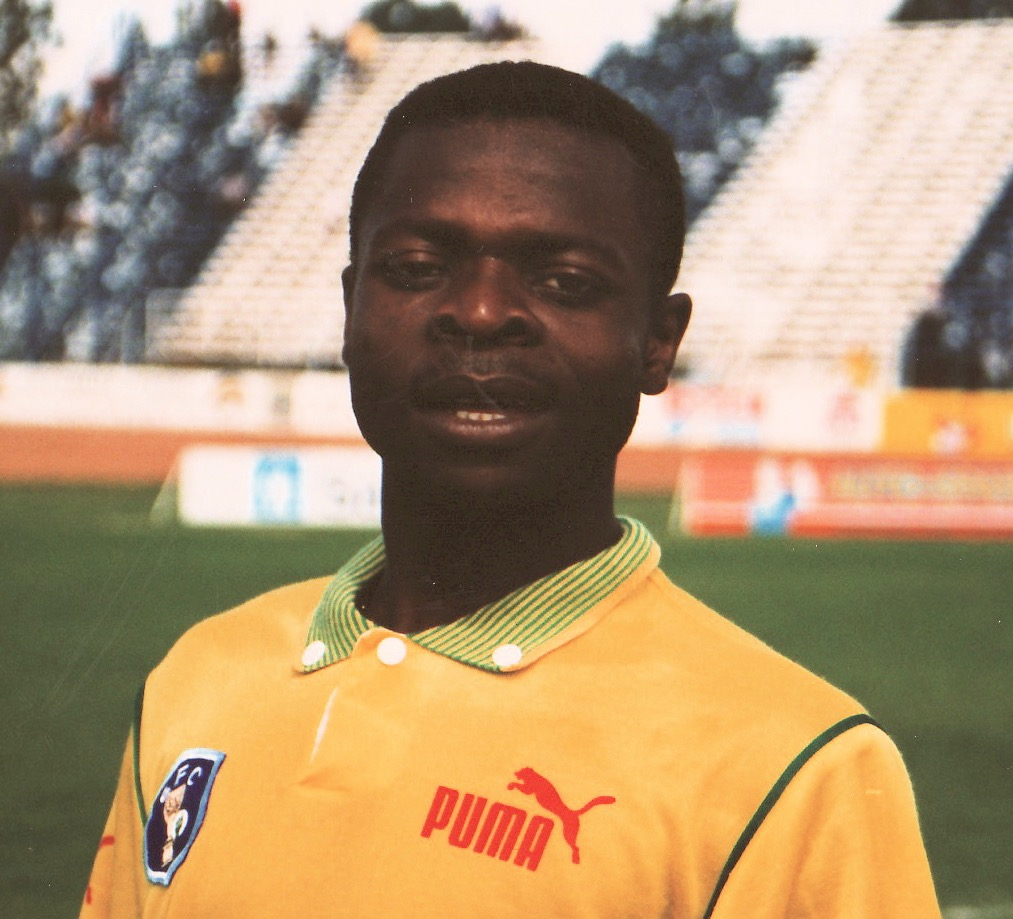
Daniel Mudau, máximo goleador histórico del Mamelodi, en 1995.

### Época dorada (1996-2004)
El Sundowns disfrutó de un período de oro a finales de los años 1990 cuando ganó tres títulos consecutivos de la PSL (PSL sustituyó a la NSL en el inicio de la temporada 1996/97) desde 1998 hasta 2000, así como ganadores de la Bob Save Super Bowl en 1998 y ganadores de la Copa Rothmans en 1999. El club llegó por primera vez a la final de la Liga de Campeones de la CAF 2001 con el entrenador rumano Ted Dumitru, donde cayeron derrotados 4-1 en el global por el gigante egipcio del Al-Ahly. En 2003, el magnate de la minería Patrice Motsepe compró el 51% de las acciones del club y en 2004 tomó el control total de la entidad mediante la compra de las acciones restantes y, por lo tanto, se convirtió en el único propietario y accionista del club.

### Campeón de África (2006-presente)
El club logró un nuevo campeonato en mayo de 2006, cuando los entrenadores Miguel Gamondi y Neil Tovey llevaron al Mamelodi al triunfo en la PSL, el séptimo título de liga en su historia. Después de un lento comienzo de la temporada 2006-07, Gamondi y Tovey fueron relevados de sus cargos y Gordon Igesund asumió el cargo de entrenador. Bajo el mandato de Igesund, los Sundowns defendieron su título en esa temporada 2007. Sin embargo no pudieron ganar el doblete al perder ante el Ajax Cape Town en la final de la Copa ABSA 2007. Después de un débil arranque en la temporada 2009-10, el club logró encadenar una impresionante racha en la segunda mitad de la temporada que llevó al Mamelodi a la segunda posición en la tabla final. El club, sin embargo destituyó a su entrenador, el búlgaro Hristo Stoichkov.

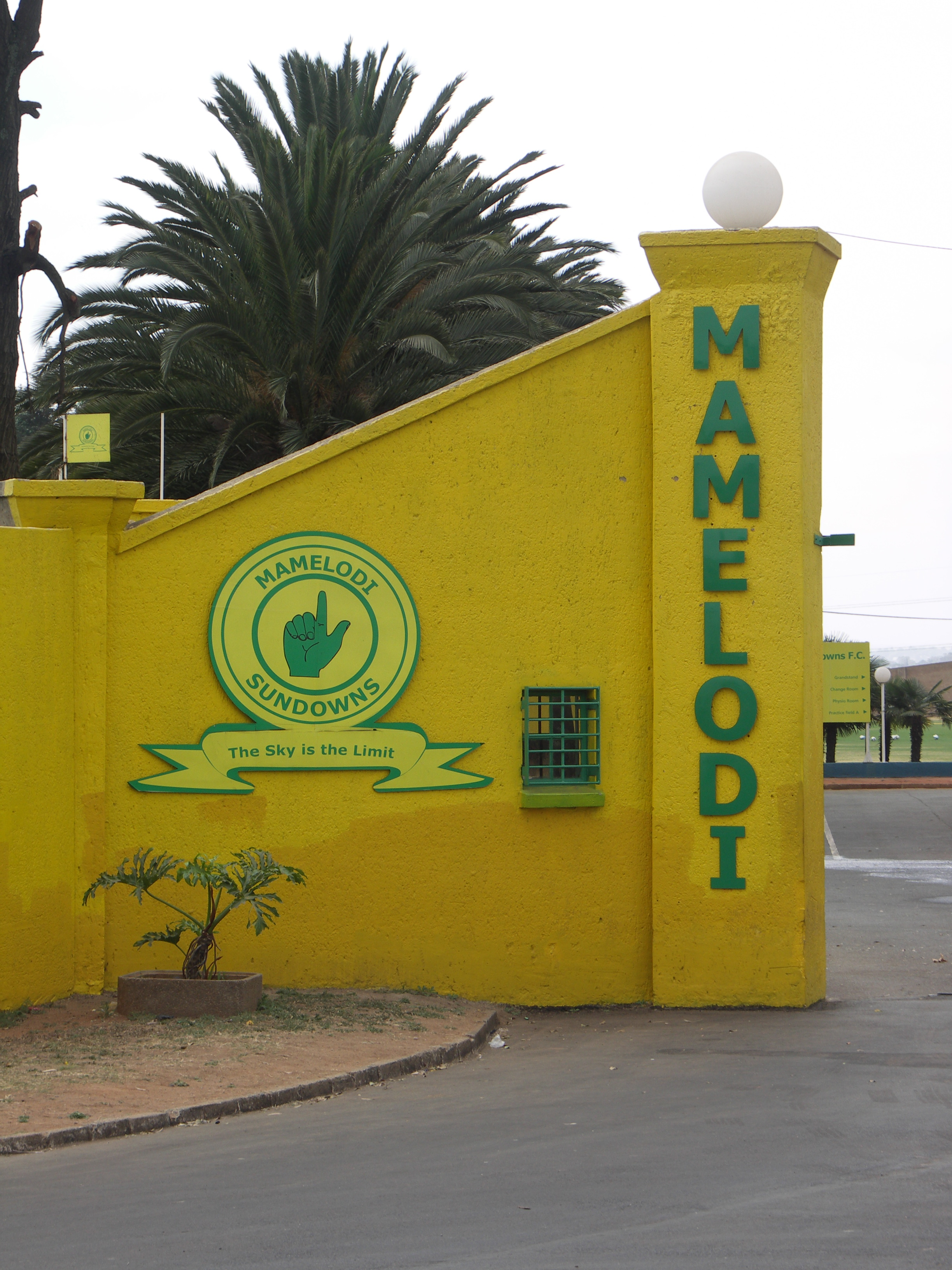
Sede del Mamelodi Sundowns FC en Chloorkop, Pretoria.

En la temporada 2010-2011, Antonio López Habas, quien era el asistente de entrenador de Stoichkov, tomó las riendas del primer equipo. El Sundowns hizo su mejor arranque de temporada en liga y encabezó la tabla de posiciones al final de la primera ronda. La segunda ronda de la liga fue una lucha por el título de liga que llegó hasta el último segundo del partido. Habas renunció en febrero, alegando motivos personales y regresó a España. El entrenador asistente, Ian Gorowa, fue nombrado como entrenador interino. En 2011, Johan Neeskens fue nombrado entrenador del Sundowns. El 4 de marzo de 2012, el equipo estableció un récord notable de Sudáfrica en la Copa Nedbank cuando vencieron al Powerlines FC por 24 goles a cero.
En el año 2016 logra llegar por segunda vez en su historia a una final de la Liga de Campeones de la CAF para enfrentar al Zamalek de Egipto, en el partido de ida en Sudáfrica se impuso 3-0, en el juego de vuelta los egipcios ganaron 1-0; de esta forma el Mamelodi se coronaría campeón por primera vez de la Liga de Campeones de la CAF de 2016 por marcador de 3-1 global.

## Estadio
El estadio Loftus Versfeld, situado en Tshwane/Pretoria, es uno de los estadios más antiguos de Sudáfrica. El estadio ha albergado grandes eventos deportivos desde 1903 y la primera estructura de hormigón, que sólo tenía capacidad para 2.000 espectadores, fue construido por el Ayuntamiento de Pretoria en 1923. Actualmente cuenta con un aforo de alrededor de 50.000 espectadores, todos ellos sentados. El Mamelodi Sundowns, al igual que en ocasiones la selección de Sudáfrica, juega en Loftus Versfeld sus partidos como local.

## Palmarés

### Torneos Nacionales (31)
| Torneos Nacionales (31)          | Torneos Nacionales (31)                                                                           | Torneos Nacionales (31)      |
| Competición                      | Títulos                                                                                           | Subtítulos                   |
| -------------------------------- | ------------------------------------------------------------------------------------------------- | ---------------------------- |
| Liga Premier de Sudáfrica (15/3) | 1998, 1999, 2000, 2006, 2007, 2014, 2016, 2018, 2019, 2020, 2021, 2022, 2023, 2024, 2025 (Récord) | 2010, 2015, 2017             |
| National Soccer League (3/2)     | 1988, 1990, 1993                                                                                  | 1991, 1995                   |
| Copa de Sudáfrica (6/5)          | 1986, 1998, 2008, 2015, 2020, 2022                                                                | 1989, 2000, 2001, 2007, 2012 |
| MTN 8 (4/5)                      | 1988, 1990, 2007, 2021                                                                            | 1992, 1994, 2001, 2002, 2008 |
| Charity Cup (4/0)                | 2000, 2004, 2005, 2006.                                                                           | -                            |

### Torneos internacionales (3)
| Organizados por la CAF (3)        | Organizados por la CAF (3) | Organizados por la CAF (3) |
| Competición                       | Títulos                    | Subtítulos                 |
| --------------------------------- | -------------------------- | -------------------------- |
| Liga de Campeones de la CAF (1/1) | 2016                       | 2001                       |
| Liga Africana de Fútbol (1/0)     | 2023                       |                            |
| Supercopa de la CAF (1/0)         | 2017                       |                            |

## Estadísticas en competiciones internacionales

### Por competencia
| Torneo                            | TJ | PJ  | PG | PE | PP | GF  | GC  | DG   | Puntos |
| --------------------------------- | -- | --- | -- | -- | -- | --- | --- | ---- | ------ |
| Liga de Campeones de la CAF       | 16 | 140 | 74 | 39 | 27 | 240 | 126 | +114 | 261    |
| Liga Africana de Fútbol           | 1  | 6   | 3  | 2  | 1  | 6   | 2   | +4   | 11     |
| Copa Confederación de la CAF      | 4  | 16  | 7  | 2  | 7  | 25  | 24  | +1   | 23     |
| Supercopa de la CAF               | 1  | 1   | 1  | 0  | 0  | 1   | 0   | +1   | 3      |
| Copa Mundial de Clubes de la FIFA | 1  | 2   | 0  | 0  | 2  | 1   | 6   | -5   | 0      |
| Recopa Africana                   | 1  | 4   | 2  | 1  | 1  | 7   | 3   | +4   | 7      |
| Copa CAF                          | 2  | 8   | 4  | 1  | 3  | 11  | 7   | +4   | 13     |
| Total                             | 26 | 177 | 91 | 45 | 41 | 291 | 168 | +123 | 318    |

#### Participaciones
- Liga de Campeones de la CAF: 16 (1994, 1999, 2000, 2001, 2006, 2007, 2008, 2015, 2016, 2017, 2018, 2018-19, 2019-20, 2020-21, 2021-22, 2022-23)
- Copa Confederación de la CAF: 4 (2007, 2008, 2009, 2016)
- Supercopa de la CAF: 1 (2017)
- Copa Mundial de Clubes de la FIFA: 1 (2016)
- Recopa Africana: 1 (1998)
- Copa CAF: 2 (1996, 2003)